# Lophocampa affinis
Lophocampa affinis är en fjärilsart som beskrevs av Rothschild 1909. Lophocampa affinis ingår i släktet Lophocampa och familjen björnspinnare. Inga underarter finns listade i Catalogue of Life.

## Bildgalleri

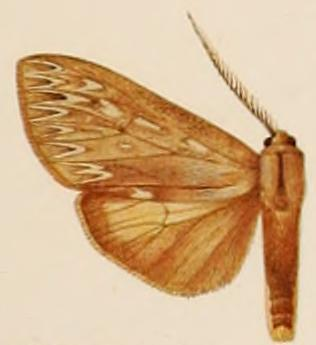